# Socialistiska republiken Slovenien
Socialistiska republiken Slovenien (slovenska: Socialistična republika Slovenija) var 1963–1990 det officiella namnet på Slovenien som en delrepublik i dåvarande Jugoslavien. Slovenien övergav 1990 sin kommunistiska infrastruktur och blev en demokratisk delrepublik inom Jugoslavien.  Åren 1943-1963 var det officiella namnet Folkrepubliken Slovenien (Ljudska republika Slovenija).